# Lithraeus elegans
Lithraeus elegans is een keversoort uit de familie bladkevers (Chrysomelidae). De wetenschappelijke naam van de soort werd in 1851 gepubliceerd door Blanchrd.